# Bočkov
Bočkov je priimek več oseb:
- Aleksej Andrejevič Bočkov, sovjetski general
- Nikolaj Bočkov, ruski akademik